# Nationalpark Saba Bank
Der Nationalpark Saba Bank ist ein maritimer Nationalpark in der Karibik. Der Park wurde im Jahr 2010 zum Schutz der Saba Bank, eines großen und an Biodiversität reichen Unterwasseratolls, eingerichtet. Das Gebiet steht unter niederländischer Jurisdiktion.

## Geographie
Der Nationalpark schützt die komplette Saba Bank, eine ausgedehnte unterseeische Erhebung mit flacher Kuppe, die sich aus einer Tiefe von 1800 Metern erhebt, dabei die Meeresoberfläche jedoch an keiner Stelle durchstößt. Das Meer hat im größten Teil des Gebiets eine Tiefe von etwa 20 bis 50 Metern, im Osten ist das Wasser jedoch insgesamt flacher und stellenweise nur 10 Meter tief.
Der Park liegt einige Kilometer südwestlich der Insel Saba und erstreckt sich über eine Fläche von insgesamt 268.000 Hektar, was ein Vielfaches der Größe der Insel darstellt. Zu etwa einem Drittel liegt das Parkgebiet in den territorialen Gewässern Sabas und nur zu etwas mehr als einem Prozent in den territorialen Gewässern der Nachbarinsel Sint Eustatius. Der Rest entfällt auf die ausschließliche Wirtschaftszone der Karibischen Niederlande.
Die Saba Bank ist das größte aktiv wachsende Unterwasseratoll in der Karibik und möglicherweise das drittgrößte weltweit.

## Flora und Fauna

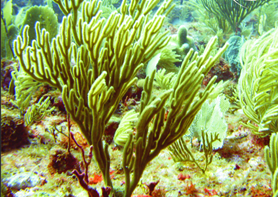
Unterwasseraufnahme der Saba Bank

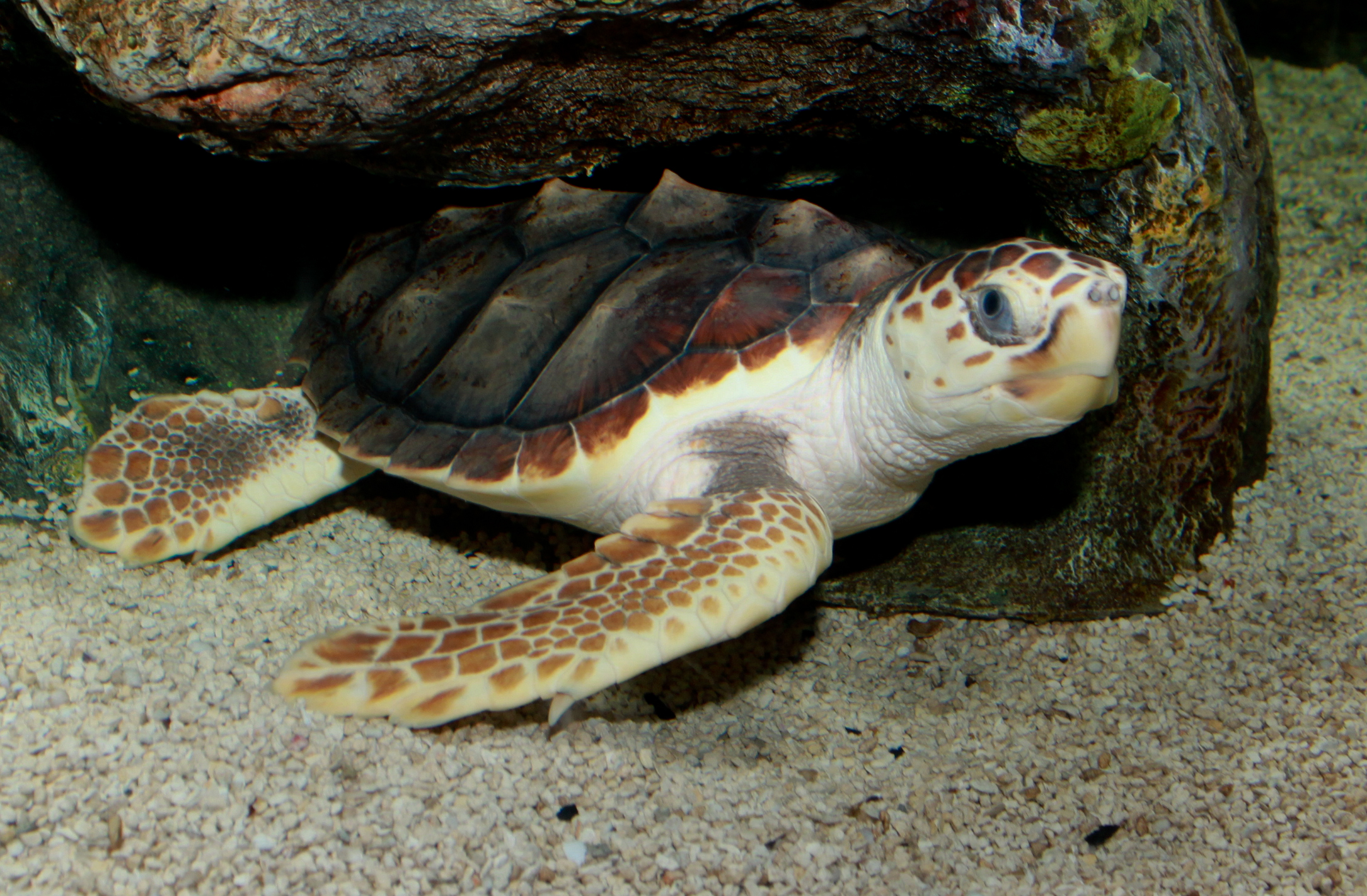
Unechte Karettschildkröten kommen im Nationalpark vor

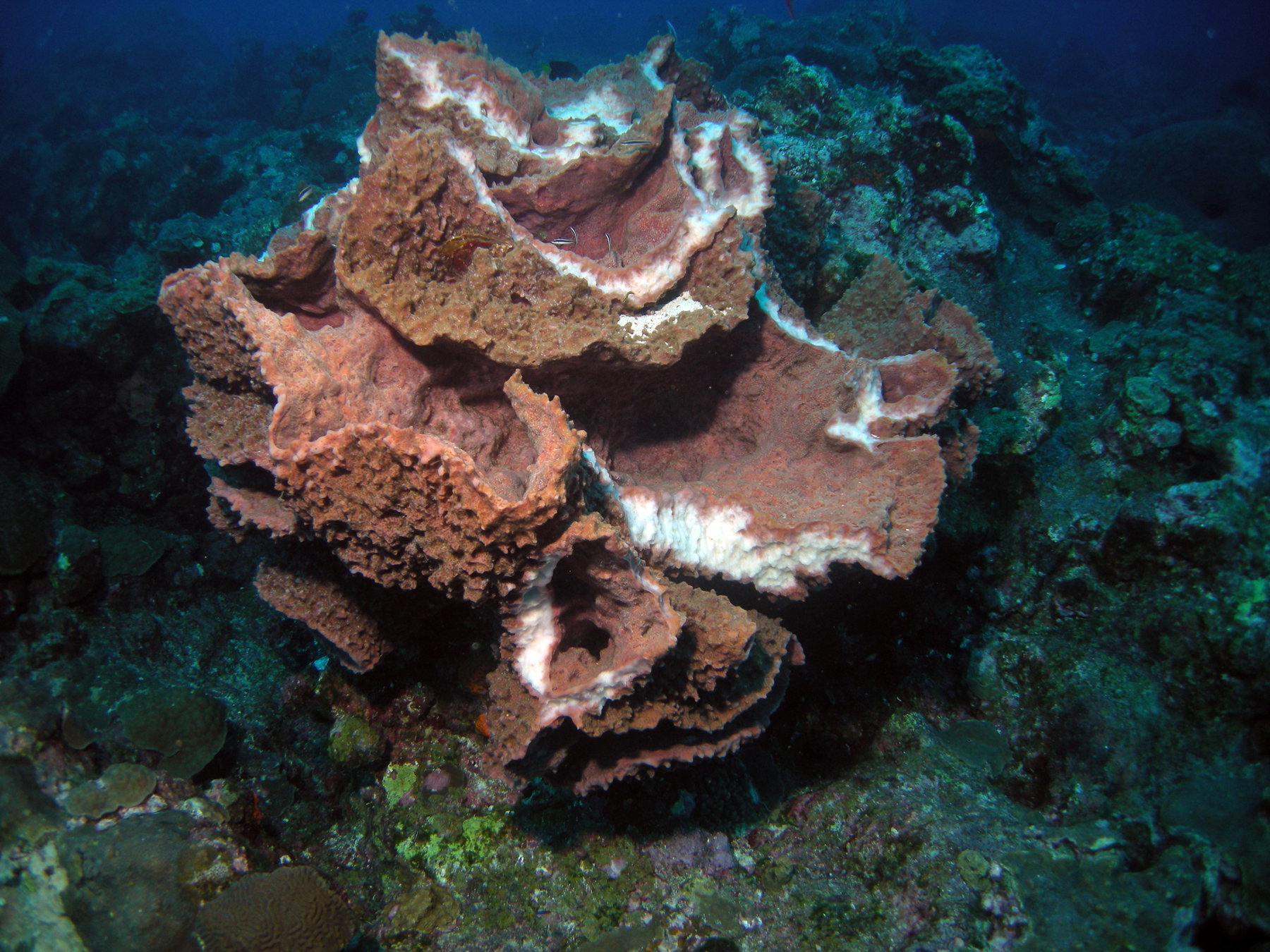
Schwämme der Art Xestospongia muta

Erste Erkundungen der Unterwasserwelt der Saba Bank fanden erst in den 1970er-Jahren statt und lieferten zum Teil widersprüchliche Ergebnisse, insbesondere in Bezug auf das Ausmaß und den Zustand der hier vorkommenden Korallenriffe. Eine erste durchgeführte Studie spricht fälschlicherweise von einer minimalen Riffentwicklung, während nachfolgende Erkundungen ausgedehnte Riffstrukturen, vor allem im Südosten des Gebiets entdeckten.

### Offenes Wasser
Im Bereich des offenen Wassers über der Saba Bank werden regelmäßig migratorische Fischarten gesichtet, darunter Thunfisch, Goldmakrele, Wahoo und Schwertfisch. Des Weiteren leben hier große Meeressäuger wie Pottwale und verschiedene Arten von Delfinen. Buckelwale auf dem Weg nach Norden in ihre Fortpflanzungsgewässer werden gelegentlich in den tiefen Gewässern zwischen der Bank und der Insel Saba beobachtet. 
Mehrere Spezies von Meeresschildkröten nutzen die Saba Bank zur Nahrungssuche, darunter die Grüne Meeresschildkröte und die Echte und Unechte Karettschildkröte.

### Meeresboden
Eine zehntägige Expedition im Jahr 2006 identifizierte am Meeresboden der Saba Bank zwischen 150 und 200 verschiedene Arten von Wasserpflanzen, darunter allein 43 unterschiedliche Arten von Rotalgen. Der harte Meeresboden wird dominiert von Algen, Schwämmen und Gorgonien. Untersuchungen bestätigten in dem Bereich Vorkommen von Meeraalen, Zackenbarschen und verschiedener Muränen.

### Korallenriffe
Ausgedehnte Korallenriffe verschiedener Typen finden sich vor allem in den östlichen und südöstlichen Bereichen des Nationalparks. Unterschiedlichste Fischarten nutzen die Riffe als Lebensraum, darunter Blaue Doktorfische, Kaiserfische, Drückerfische, Skorpionfische und Stechrochen. Des Weiteren beheimaten die Korallenriffe unzählige Wirbellose wie Krebstiere, Seeanemonen, Seesterne oder Quallen.
Jüngere Studien aus den Jahren 2013 und 2015 berichten über eine Zunahme von Schwämmen an zuvor von Korallen bewachsenen Stellen des Parks. Genannt werden hier vor allem die beiden Arten Xestospongia muta und Agelas sventres. Es wird spekuliert, dass sich die Korallenriffe der Saba Bank durch veränderte Umweltfaktoren in der Zukunft zu sogenannten „Schwammriffen“ umbilden könnten.

### Avifauna
Das Gebiet beheimatet einige Vogelarten, die fast ausschließlich über dem offenen Meer leben und die Insel Saba als Brutgebiet oder Zwischenstopp auf ihren Wanderungen nutzen. Zu nennen sind hier unter anderem Prachtfregattvogel, Rotschnabel-Tropikvogel, Braunpelikan sowie Schuppensturmtaucher.

## Verwaltung und Schutzstatus

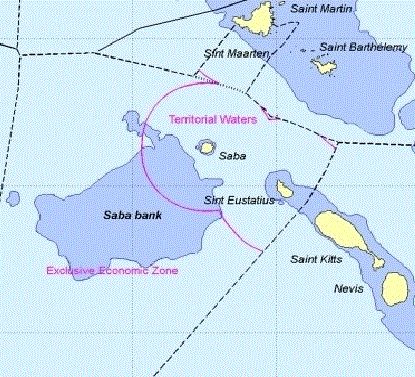
Karte der ausschließlichen Wirtschaftszone und der territorialen Gewässer von Saba und Sint Eustatius

Die Verwaltung des Parks obliegt der Saba Bank Management Unit (kurz SBMU), einer Unterabteilung der Saba Conservation Foundation, die direkt für die Verwaltung von Sabas anderen beiden Nationalparks (Saba National Marine Park und Mount Scenery National Park) verantwortlich ist. Die SBMU kümmert sich vor allem um die Überwachung der Fischerei im Nationalparkgebiet und die Koordinierung von Forschungsarbeiten. Des Weiteren werden Patrouillenfahrten in den geschützten Gebieten durchgeführt.
Seit dem 2. Oktober 2010 ist das Gebiet der Saba Bank durch ein nationales Dekret der damaligen Niederländischen Antillen geschützt. Dieses Dekret untersagt Tankern und anderen großen Schiffen das Ankern über der Saba Bank, um Beschädigungen an den Korallenriffen zu vermeiden. Im Oktober 2012 wurde der Nationalpark durch die Internationale Seeschifffahrts-Organisation als sogenannte Particularly Sensitive Sea Area (etwa: „besonders empfindliches Meeresgebiet“) ausgewiesen. Seitdem ist die Durchfahrt des Gebietes für Schiffe mit einem Gewicht von mehr als 300 Tonnen untersagt.

## Kommerzielle Nutzung

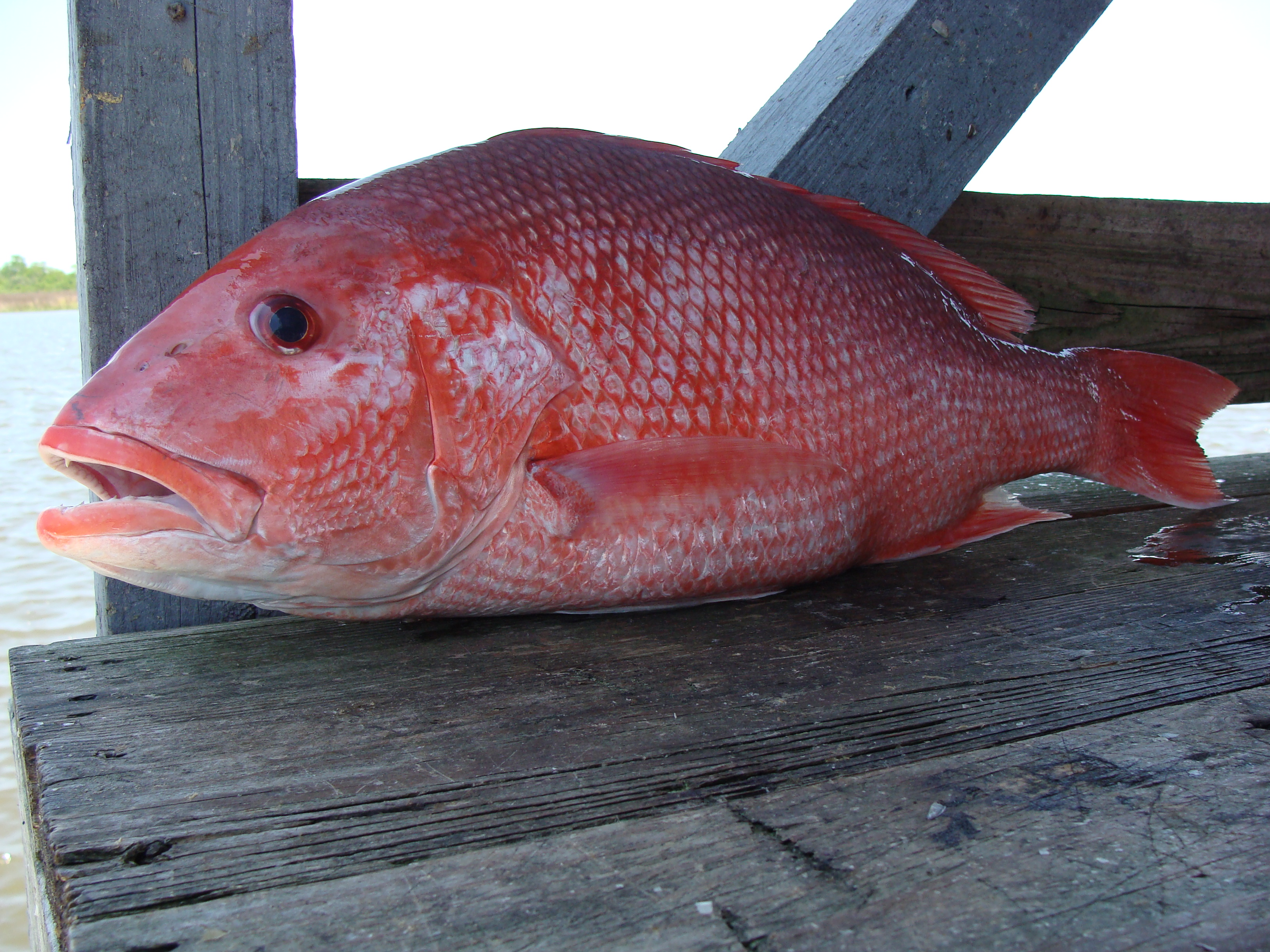
Fische der Gattung Lutjanus werden im Nationalpark bejagt

Die Saba Bank stellt für die Wirtschaft Sabas eine wichtige Ressource dar. Die Fischerei in dem Gebiet trägt etwa 8 % der Wirtschaftsleistung der Insel bei und beschäftigt ca. 20 Menschen in Vollzeit und weitere 30 in Teilzeit (bei nur etwa 1600 Einwohnern insgesamt). Bedeutend sind vor allem der Hummerfang (jährlich ca. 85 Tonnen im Wert von ca. 1,3 Millionen US-Dollar) und der Fang verschiedener Arten von Schnappern (jährlich ca. 41 Tonnen im Wert von ca. 289.000 US-Dollar). Die Verwaltung des Nationalparks bemüht sich, den Fischfang in dem Gebiet zu regulieren, um die Nachhaltigkeit zu gewährleisten. Der Großteil der Fischerei über der Saba Bank findet in den nördlichen und nordwestlichen Teilen des Gebiets statt. Der zentrale, in hohem Maße von Sandböden bedeckte Teil gilt als wenig produktiv und wird deshalb von Fischern gemieden. Ebenso verhält es sich mit großen Teilen der östlichen Bereiche, da die dortigen Fische regelmäßig mit toxischen Schadstoffen belastet sind, die beim Menschen die Ciguatera genannte Fischvergiftung auslösen können.
Anders als etwa im benachbarten Saba National Marine Park spielt der Tourismus im Gebiet der Saba Bank wirtschaftlich keine herausragende Rolle.